# Uma Noite no Rio
That Night in Rio (bra/prt: Uma Noite no Rio ) é um filme estadunidense de 1941, do gênero comédia musical, dirigido por Irving Cummings e protagonizado por Alice Faye, Don Ameche e Carmen Miranda.
A fim de evitar controvérsias, como ocorreu em seu filme anterior, a 20th Century Fox submeteu o roteiro de That Night in Rio à Embaixada do Brasil em Washington, que censurou várias cenas consideradas "pouco convincentes". Além disso, o estúdio solicitou ao Departamento de Imprensa e Propaganda do governo Vargas fotografias do Rio de Janeiro, a fim de garantir uma recriação fiel dos cenários.

## Sinopse
O enredo apresenta Don Ameche em dois papéis distintos: o Barão Duarte, um rico industrial brasileiro, e Larry Martin, seu sósia. O ponto alto da atuação de Larry é uma impecável imitação do Barão, que impressiona amigos e parceiros de negócios. Quando o Barão precisa deixar o Brasil para resolver assuntos urgentes, Larry é convocado para se passar por ele durante um baile de máscaras. A baronesa Cecília Duarte (Alice Faye) não suspeita de que Larry não é seu marido, mesmo diante do tratamento mais romântico e galanteador que ele lhe dispensa. Por outro lado, a namorada do artista, Carmen (Carmen Miranda), fica irritada ao pensar que seu companheiro está se envolvendo com outra mulher.

## Elenco
- Don Ameche - Larry Martin/ Barão Manuel Duarte
- Alice Faye - Baronesa Cecilia Duarte
- Carmen Miranda - Carmen, namorada de Larry
- S. Z. Sakall - Arthur Penna
- J. Carroll Naish - Machado, rival de Manuel Duarte
- Curt Bois - Felicio Salles
- Leonid Kinskey - Mounsieur Pierre Dufond
- Frank Puglia - Pedro
- Lillian Porter - Luiza, empregada de Cecilia
- Maria Montez - Inez

## Produção

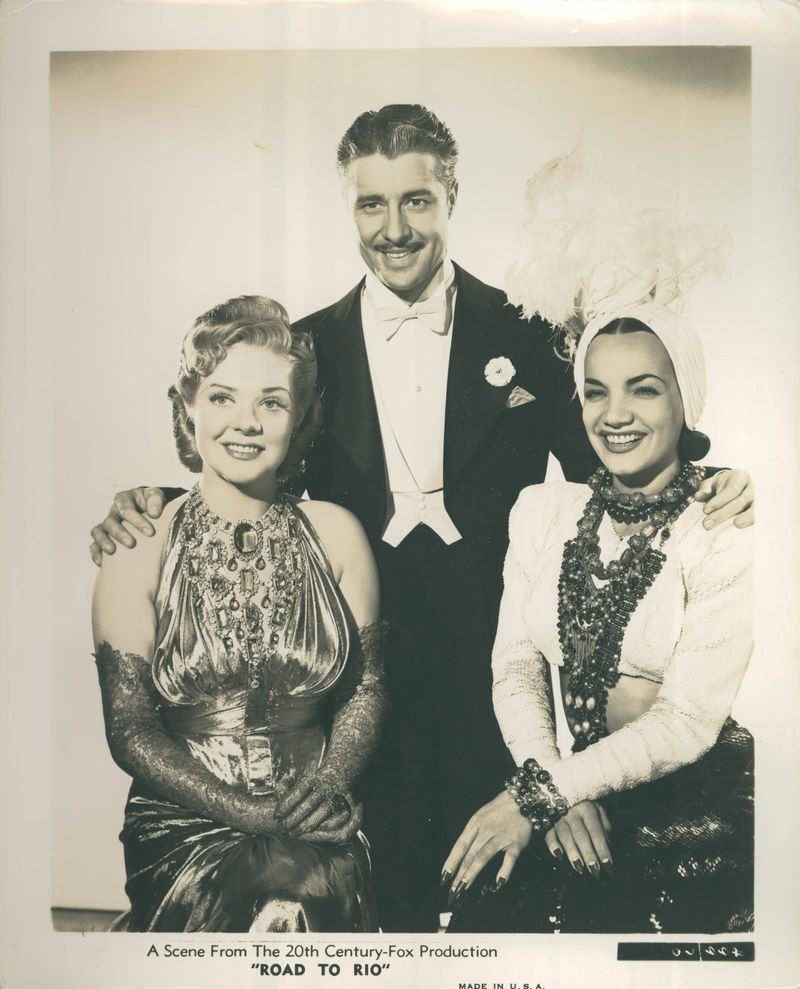
Alice Faye, Don Ameche e Carmen Miranda em foto promocional do filme.

Os títulos de trabalho do filme incluíram inicialmente A Latin from Manhattan, Rings on Her Fingers, They Met in Rio e, por fim, The Road to Rio. A Twentieth Century-Fox teve que mudar o título para That Night in Rio devido a um conflito com a Paramount Pictures, que não queria que o estúdio promovesse o filme por pelo menos seis meses após o lançamento de Road to Zanzibar, para evitar confusões com os títulos semelhantes.
O roteiro do filme, escrito por George Seaton, Bess Meredyth e Hal Long, é uma refilmagem de Folies Bergère de Paris (1935), dirigido por Roy Del Ruth e estrelado por Maurice Chevalier, Merle Oberon e Ann Sothern. Ele se baseia na peça original O Gato Vermelho, de Hans Adler, que estreou em Nova York em 19 de setembro de 1934. O chefe de produção da Fox, Darryl F. Zanuck, financiou a produção na Broadway e adquiriu os direitos do musical, utilizando a peça como base para o filme Folies Bergère de Paris. Após Uma Noite no Rio, a 20th Century Fox também usou a peça como referência para Escândalos na Riviera, de 1951, estrelado por Danny Kaye.
Uma Noite no Rio marcou o sexto e último trabalho de Alice Faye e Don Ameche juntos. No filme, eles chegaram a gravar uma versão da canção "Chica Chica Boom Chic" como um número de dança, mas apenas a sequência entre Ameche e Carmen Miranda foi liberada para a edição final. O roteiro foi apresentado ao embaixador do Brasil em Washington, DC, que o aprovou e declarou que seria "um tipo de filme útil para as relações entre a América do Norte e do Sul". Um relatório publicado nos arquivos da Motion Picture Production Code observou que o filme foi rejeitado para distribuição na Irlanda, embora não tenha sido dada uma razão específica.
Carmen Miranda sabia muito pouco inglês e precisou decorar as falas foneticamente antes das filmagens. A casa do Barão Duarte (Don Ameche) foi inspirada nas mansões de Laurinda Santos Lobo e de seu vizinho, o empresário Raymundo de Castro Maya, que hoje correspondem aos atuais Parque das Ruínas e Chácara do Céu.

## Trilha sonora
Músicas escritas por Harry Warren e Mack Gordon:
- "The Baron Is in Conference" - interpretada por Mary Ann Hyde, Vivian Mason, Barbara Lynn e Jean O'Donnell
- "Boa Noite (Good-Night)" - interpretada por Don Ameche, Alice Faye e Carmen Miranda (em diferentes partes do filme)
- "Chica Chica Boom Chic" - interpretada por Don Ameche e Carmen Miranda
- "I, Yi, Yi, Yi, Yi (I Like You Very Much)" - interpretada por Carmen Miranda
- "They Met in Rio (A Midnight Serenade)" - interpretada por Don Ameche (em português) e Alice Faye (em inglês)
- "The Conference" - interpretada por Don Ameche

Música escrita por Jararaca e Vicente Paiva:
- "Mama Yo Quiero (Mamãe Eu Quero)"

Música escrita por Roberto Martins:
- "Cai-Cai" - interpretada por Carmen Miranda

## Recepção da crítica

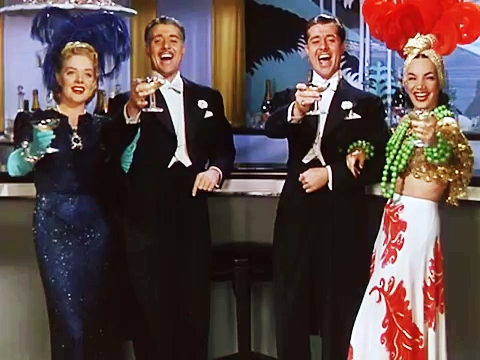
O elenco principal de That Night in Rio: Alice Faye, Don Ameche (em papel duplo) e Carmen Miranda.

A crítica do New York Times sobre o filme That Night in Rio aponta que a Twentieth Century-Fox tenta conquistar o público latino de maneira superficial e estereotipada, utilizando elementos como música alegre, cores vibrantes e mulheres bonitas, com uma ênfase particular nas "garotas bonitas". Apesar da presença de Carmen Miranda e da música latina, o filme segue a fórmula de comédia musical comum da época, priorizando o espetáculo em detrimento da originalidade. A crítica aponta que o uso de Don Ameche em papéis duplos não é uma inovação significativa e que a história se torna previsível e baseada em piadas recorrentes. No entanto, a crítica destaca a presença de Miranda, cuja performance e números musicais (como "Chica Chica Boom Chic") trazem energia e brilho ao filme. Embora o filme tenha alguns momentos de charme e números musicais agradáveis, ele falha em estabelecer uma conexão genuína com o público latino, sendo mais um desfile de imagens e estereótipos do que uma verdadeira exploração cultural.
A resenha da Variety sobre That Night in Rio descreve o filme como um sucessor direto de Down Argentine Way e uma versão de Folies Bergère de Paris (lançado seis anos antes pela 20th Century Fox), com a principal diferença sendo a mudança de cenário, agora localizado no Rio de Janeiro. A produção é caracterizada por um luxo visual, com o uso do Technicolor e uma série de músicas melodiosas, criando uma experiência de entretenimento vibrante e envolvente. A crítica destaca a capacidade de Don Ameche em interpretar seu papel duplo com competência, e elogia Alice Faye por sua atração no filme. No entanto, é Carmen Miranda quem se destaca, com sua energia e presença, especialmente logo no início do filme, quando ela realmente "começa a atuar", trazendo um vigor inegável à produção.
A resenha de Dave Kehr, no Chicago Reader, descreve como um musical de rotina da Fox de 1941, destacando principalmente o uso do "Shrieking Technicolor" (uma referência ao uso excessivo e vibrante do Technicolor) e a presença de Carmen Miranda como as principais atrações do filme. A crítica aponta que o filme carece de números musicais memoráveis, que geralmente eram a marca dos musicais da Fox, e que o enredo "idiota" não oferece muito alívio, tornando a trama monótona.
O Los Angeles Herald-Examiner descreve Carmen como "equipada com cores vibrantes, quadris articulados e exuberantemente alegre", considerando-a uma das principais atrações do filme e destacando sua performance como a mais divertida de sua carreira em Hollywood. O Washington Star também a elogia, dizendo que ela "ilumina o novo musical" com sua "tórrida" presença. O The Hollywood Reporter vai ainda mais longe, afirmando que o desempenho de Miranda é "vívido, ardente e tempestuoso". Além disso, o Daily Mirror comenta sobre o magnetismo de Miranda, afirmando que "os lábios da aparentemente exótica Carmen Miranda são tão fascinantes quanto suas mãos".
No Rotten Tomatoes, That Night in Rio possui uma aprovação de 53%, baseada em 100 avaliações.  No IMDb, o filme tem uma pontuação média de 6,7/10, com 732 votos, o que também sugere uma recepção mais moderada, mas com reconhecimento do apelo das performances e da produção.